# Луна-28
«Луна-28» («Луна-Грунт») — планируемая российская автоматическая межпланетная станция (АМС) для посадки на Луну и доставки лунного грунта на Землю. В состав АМС входит посадочный аппарат с грунтозаборным устройством, техническими средствами забора и термостатирования образцов грунта, возвратной ракетой для доставки образцов лунного полярного грунта на Землю; часть российской лунной программы первого этапа. Задача станции — доставка на Землю герметично упакованного образца лунного льда в криогенном, замороженном состоянии, то есть в первозданном виде, без нарушения его структуры. В советский период образцы лунного грунта доставлялись на Землю в 1970—1976 годах станциями «Луна-16», «Луна-20» и «Луна-24».
Би-би-си сообщает, что в 2021 году появились планы задействовать Луну-28, совместно с китайским Чанъэ-8, в строительстве Международной лунной станции.

## История проекта
- 9 мая 2019 года источник в ракетно-космической отрасли сообщил СМИ, что НПО им. Лавочкина приступило к разработке АМС «Луна-28». В настоящее время идет фаза аванпроекта, предшествующая эскизному проекту[4]
- 16 июня 2021 года директор ИКИ РАН Анатолий Петрукович сообщил СМИ, что институт завершил этап технических предложений (создание аванпроекта) миссии «Луна-28». К эскизному проектированию институт пока не приступил. Параллельно рассматривается возможность унификации «Луны-28» в части посадочных систем с планируемыми пилотируемыми миссиями на естественный спутник Земли: если отправлять на Луну аналог пилотируемого посадочного модуля, то платформа должна быть примерно в два раза больше, чем та, которая сейчас имеется у «Луны-28»[5].

### Подготовка и запуск
В ноябре 2016 года в рамках заключённого контракта началась разработка технического задания по миссии «Луна-Грунт».
Станцию планировалось запустить с помощью ракеты-носителя «Ангара-А5» с РБ ДМ-03 с космодрома Восточный в 2024 году, однако запуск постоянно откладывался. По состоянию на январь 2019 года предварительной датой пуска назван 2027 год.

## Научные задачи
- Доставка на Землю образцов лунного грунта с целью исследования его структуры, химического состава и определения степени опасности лунной пыли для человека в условиях эксплуатации лунной базы[10]. Кроме того, предстоит определить, насколько лунный грунт пригоден для создания оранжерей на лунных базах, поскольку данный вопрос не прорабатывается ввиду отсутствия достаточного количества грунта и его малой изученности[11].

## Место посадки
Учёные предлагают «прилунить» «Луну-28» рядом с посадочной станцией «Луна-27», запуск которой планируется в 2025 году. Это позволит луноходу перевезти образцы лунного грунта с «Луны-27» на «Луну-28».

## Луноход
9 октября 2019 года руководитель лаборатории нейтронной и гамма-спектроскопии отдела ядерной планетологии ИКИ РАН Максим Литвак на Десятом московском международном симпозиуме по исследованиям Солнечной системы сообщил о намерении российских ученых создать для миссии луноход, который будет собирать образцы грунта, доставлять их к посадочному модулю, фотографировать место посадки и взлета посадочного модуля, проводить геологические исследования. Один из вариантов предполагает создание мини-лунохода для «Луны-28» Германским центром авиации и космонавтики. Российский проект лунохода обладает следующими характеристиками:
- масса лунохода: от 30 кг до 150 кг[14];
- масса научной полезной нагрузки — от 5 до 25 кг (включая роботизированный манипулятор);
- максимальная скорость — менее 3 км/ч;
- максимальное расстояние, которое может проехать луноход за один раз — 30 км;
- связь с Землей — через орбитальный аппарат Луна-26;
- срок активного существования — 1 год.

Состав научного оборудования:
- бур;
- инфракрасный спектрометр;
- пассивный нейтронный спектрометр (масса — не более 2 кг) либо активный гамма- и нейтронный спектрометр (масса — 6-7 кг);
- датчик радиации;
- плазменные приборы;
- анализатор пыли;
- лазерный спектрометр;
- радар.

## Финансирование
- Эскизное проектирование — 594 млн рублей[15].

### Госконтракты
1. "Создание космического комплекса для доставки лунного грунта на Землю" (шифр ОКР «Луна-Грунт»).